# Agalychnis
Agalychnis es un género de anfibios anuros de la familia Phyllomedusidae, propio de Sudamérica y de América Central.

## Lista de especies
Se reconocen las 15 siguientes según ASW:
- Agalychnis annae (Duellman, 1963)
- Agalychnis aspera (Peters, 1873)
- Agalychnis buckleyi (Boulenger, 1882)
- Agalychnis callidryas (Cope, 1862)
- Agalychnis dacnicolor (Cope, 1864)
- Agalychnis danieli (Ruiz-Carranza, Hernández-Camacho & Rueda-Almonacid, 1988)
- Agalychnis granulosa (Cruz, 1989)
- Agalychnis hulli (Duellman & Mendelson, 1995)
- Agalychnis lemur (Boulenger, 1882)
- Agalychnis medinae (Funkhouser, 1962)
- Agalychnis moreletii (Duméril, 1853)
- Agalychnis psilopygion (Cannatella, 1980)
- Agalychnis saltator Taylor, 1955
- Agalychnis spurrelli Boulenger, 1913
- Agalychnis taylori Funkhouser, 1957[2]
- Agalychnis terranova[3] Rivera-Correa, Duarte-Cubides, Rueda-Almonacid & Daza, 2013